# Узбеки в Туркменистане
Узбеки в Туркмении (узб. Turkmanistonlik oʻzbeklar, туркм. Türkmenistanyň özbekleri), также туркменские узбеки (узб. turkman oʻzbeklari, shuningdek) — одно из основных этноязыковых меньшинств республики Туркменистан. По оценкам демографов, узбеки стали крупнейшим меньшинством республики с 1990—1991 гг., опередив по численности лидировавших до этого русских, численность которых снизилась в результате интенсивной эмиграции. Современная общая численность узбеков в стране оценивается в 0,5 млн чел. или около 10 % населения республики. По данным переписи 1995 года, узбеки составляли 9,2 % населения. Первый президент Сапармурат Ниязов в одном из своих официальных выступлений в 2001 году оценил долю узбеков в стране в 3 %. Туркменские узбеки традиционно населяют восток и северо-восток страны вдоль течения р. Амударьи. Высока их доля в городах Чарджоу и Ташауз. Как и туркмены, узбеки тюркоязычны, имеют значительную примесь индоевропейских элементов, исповедуют ислам. Но в отличие от узбеков, туркмены перешли к оседлости лишь в середине XX века . При рассмотрении туркменского доклада в комитете по ликвидации расовой дискриминации ООН отмечалась противоречивая информация о численности узбеков.

## Права узбеков
В Туркменистане все узбекские школы были закрыты в период президентства С.Ниязова (1991-2006).

## Динамика численности
- 1970 г.: 179 тыс.; 8 % населения.
- 1989 г.: 317.333 чел.; 9,0 % населения Туркменской ССР.[7]

## Известные узбеки Туркменистана
- Садулла Розметов (туркм. Sadulla Rozmetow) — один из самых известных организаторов сельскохозяйственного производства Туркменистана, Герой Социалистического Труда, герой Туркменистана.
- Насруллах ибн Ибадуллах (туркм. Nasrullah ibn Ibadullah) — бывший верховный муфтий Туркменистана.
- Бахтияр Ходжаниязов — гончар-ремесленник, член союза художников Туркменистана, дважды победитель конкурса "Золотой век Турменистана", кавалер медали "За любовь к Родине" (Туркменистан).
- Зафар Юлдашевич Бабаджанов (туркм. Zafar Yuldaşewiç Babajanow; 9 февраля 1987, Дашогуз) — туркменский футболист, защитник ашхабадского футбольного клуба «Алтын Асыр» и национальной сборной Туркменистана.
- Мансу́р Розумба́евич Редже́пов (туркм. Mansur Rozumbaýewiç Rejepow; 3 января 1982, Ташауз, Туркменская ССР, СССР) — туркменский тяжелоатлет.
- Арсланбек Ачилов (туркм. Arslanbek Açilow; род. 1 июля 1993, Ашхабад, Туркменистан) — туркменский боксёр-любитель.
- Бабамурад Атамурадович Базаров(туркм. Babamyrat Bazarow) — туркменский научный и государственный деятель. 6.06.1992 — 1993 — заместитель Председателя Кабинета министров Туркменистана. С 1993 по 1999 — ректор Института Народного хозяйства Туркменистана. Погиб в автокатастрофе в 2002 г.
- Данияр Исмаилов (туркм. Daniýar Ismailow; 3 февраля 1992, Чарджоу, Туркменистан) — турецкий и туркменскийтяжелоатлет, серебряный призёр Олимпийских Игр в Рио-де-Жанейро 2016 г., бронзовый призёр чемпионата мира, трёхкратный чемпион Европы.
- Бобомурод Хамдамов (узб. Bobomurod Hamdamov; 4 марта 1940, Чарджоу, Туркменская ССР, СССР — 2 сентября 2024) — советский узбекский и туркменский певец, народный артист Узбекской ССР, Туркменской ССР и Республики Каракалпакстан. Хофиз, классик узбекской эстрады.
- Бахтияр Хамракулович Ходжаахмедов(туркм. Bahtiýar Hamrakulowiç Hojaahmedow; 14 февраля 1985) — туркменский футболист, защитник. Выступал за национальную сборную Туркменистана.
- Мура́д Тохтамурадович Якши́ев (туркм. Murat Tohtamuradowiç Ýakşiýew; 12 января 1992, Чарджоу, Туркменистан) — туркменский футболист, нападающий туркменского клуба «Шагадам» и сборной Туркменистана.
- Азат Ровшанович Мухадов (туркм. Azat Röwsenowiç Muhadow; род. 21 июня 1981, Чарджоу) — туркменский футболист, полузащитник.